# Anni Matthiesen
Anni Matthiesen, née le 8 février 1964 à Faaborg (Danemark), est une femme politique danoise, membre du parti Venstre. Elle est députée au Folketing depuis 2011.

## Biographie
Anni Matthiesen est employée à la mairie de Grindsted de 1987 à 2005, année où elle devient secrétaire politique à Christiansborg. En 2007, elle devient employée dans le secteur privé.
Engagée au sein du parti Venstre, elle est candidate aux élections législatives anticipées de novembre 2007 dans la circonscription du Jutland du Sud mais ne remporte pas de siège, y devenant seulement la première suppléante de son parti.
Elle est candidate une nouvelle fois lors des septembre 2011, et remporte cette fois-ci un siège de députée au Folketing. Elle devient alors la porte-parole de son groupe parlementaire pour les friskoler (des écoles indépendantes privées) et les efterskoler (les internats volontaires pour les adolescents de 14 à 18 ans).
Elle est réélue pour un second mandat lors des élections législatives de juin 2015. Elle devient alors porte-parole pour l'enfance, l'éducation et la nature pour la durée de la législature.
Elle est réélue pour un troisième et un quatrième mandat en juin 2019 et en novembre 2022,.